# Specie lessepsiane
Di seguito la lista delle specie marine che, in seguito alla migrazione lessepsiana hanno colonizzato il mar Mediterraneo a partire dal mar Rosso attraverso il canale di Suez. La migrazione inversa, verso il mar Rosso, si è verificata solo in pochissimi casi.

L'anno indicato è quello di prima scoperta nel Mediterraneo.

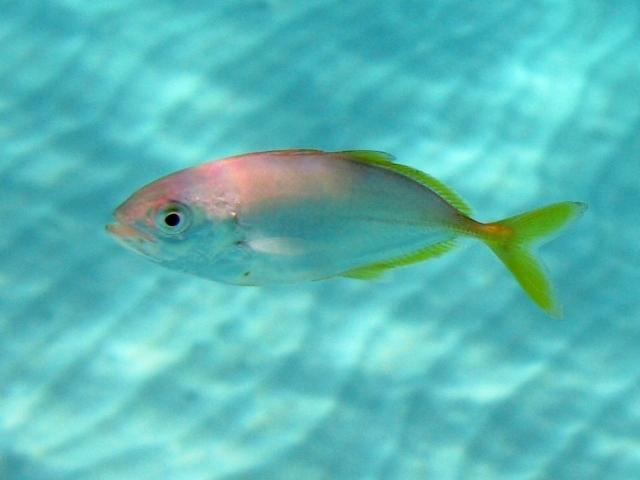
Il carango indopacifico (Alepes djedaba) è stata una delle prime specie lessepsiane: segnalato per la prima volta in Palestina nel 1927, si è successivamente diffuso nel Mar Egeo e lungo le coste dell'Egitto e della Libia.

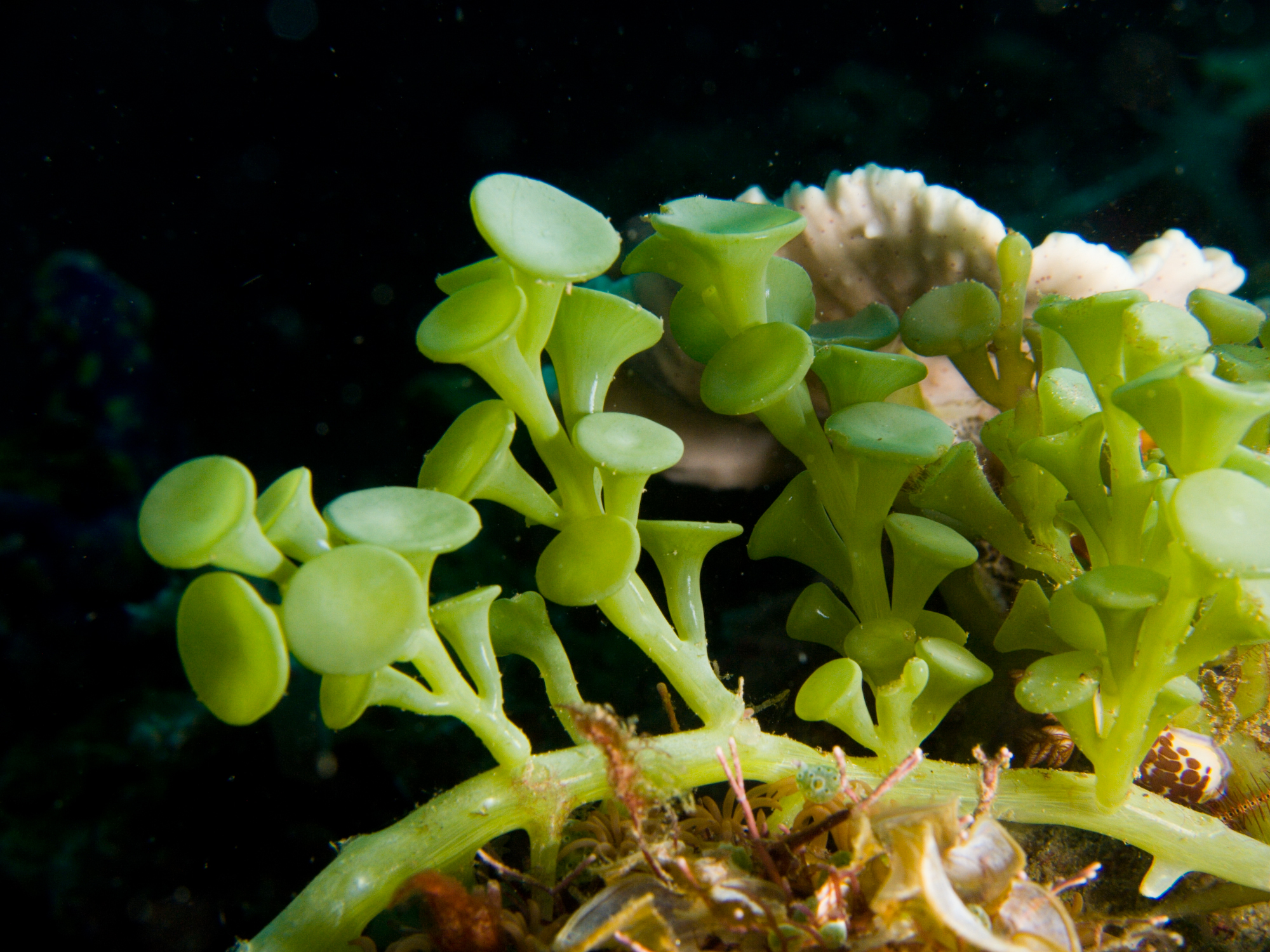
L'alga verde Caulerpa racemosa, segnalata per la prima volta nel Mediterraneo nel 1926, rappresenta una minaccia per le praterie di Posidonia oceanica, della quale è una forte competitrice.

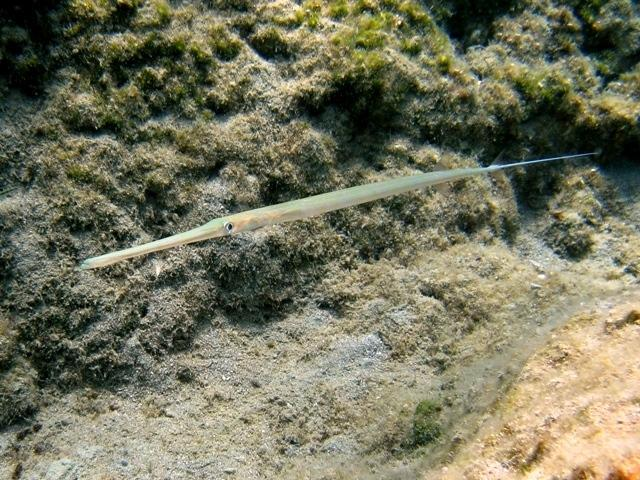
Il pesce flauto (Fistularia commersonii) è una specie lessepsiana segnalata per la prima volta nel 2000 in Israele; negli anni successivi si è rapidamente espanso raggiungendo la Turchia, l'isola di Rodi, Creta, il mar Adriatico, la Sicilia, la Sardegna, le coste tirreniche, spingendosi sino alle coste della penisola iberica.

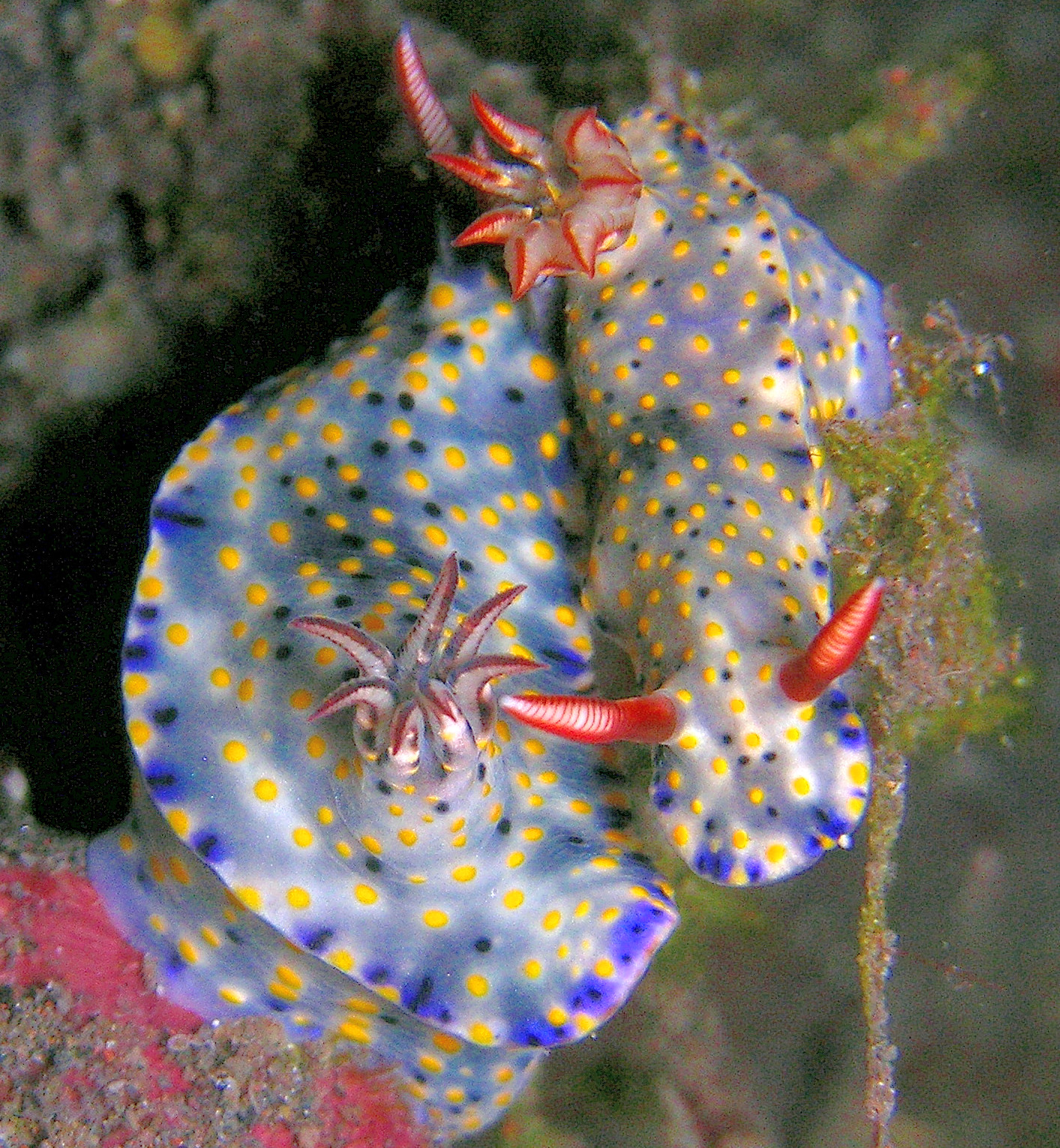
Il doride infuocato (Hypselodoris infucata) è un mollusco nudibranco originario del mar Rosso che ha colonizzato il mar del Levante.

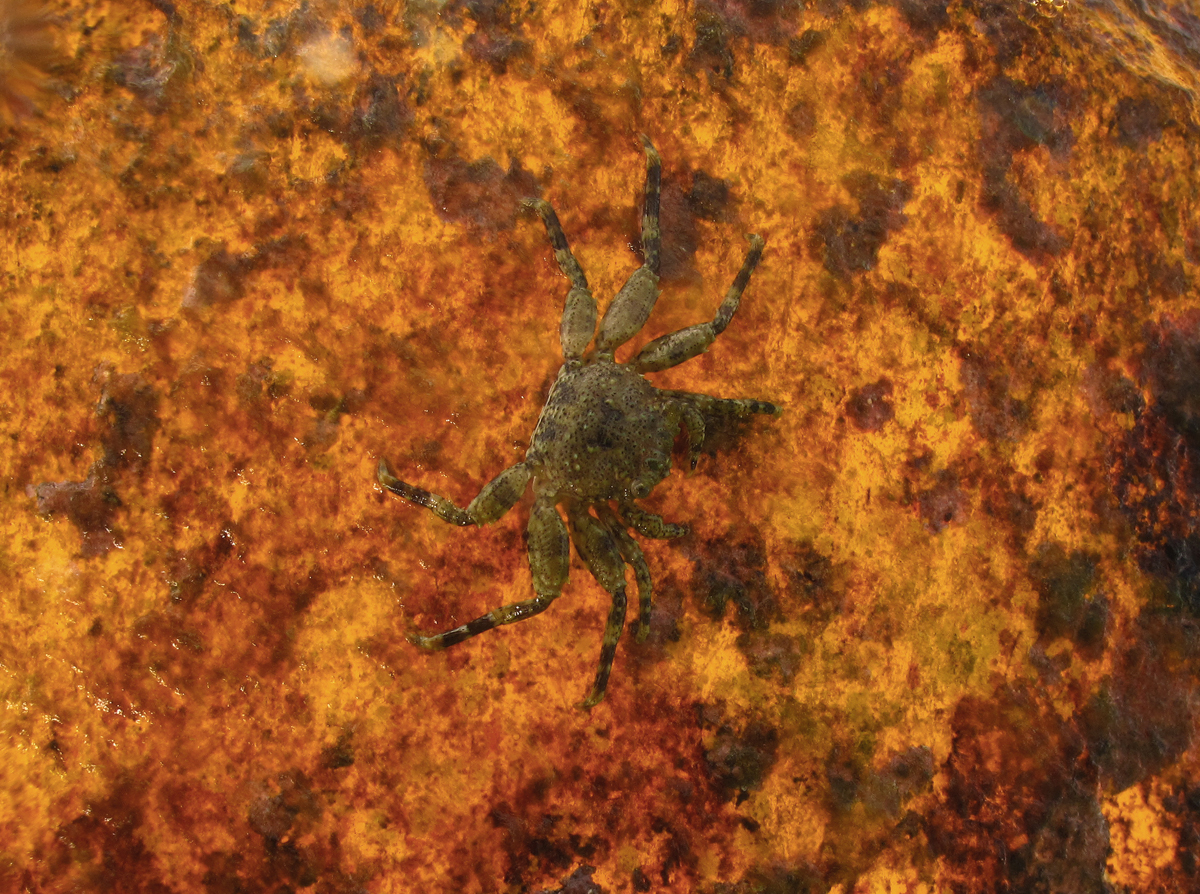
Plagusia squamosa è un piccolo granchio che popola la zona intertidale dell'Indo-Pacifico, introdottosi nel Mediterraneo grazie alla sua capacità di aggrapparsi agli scafi delle imbarcazioni. Segnalato per la prima volta sulle coste del Libano nel 1981, è ora presente con popolazioni stabili in Libia e Tunisia.

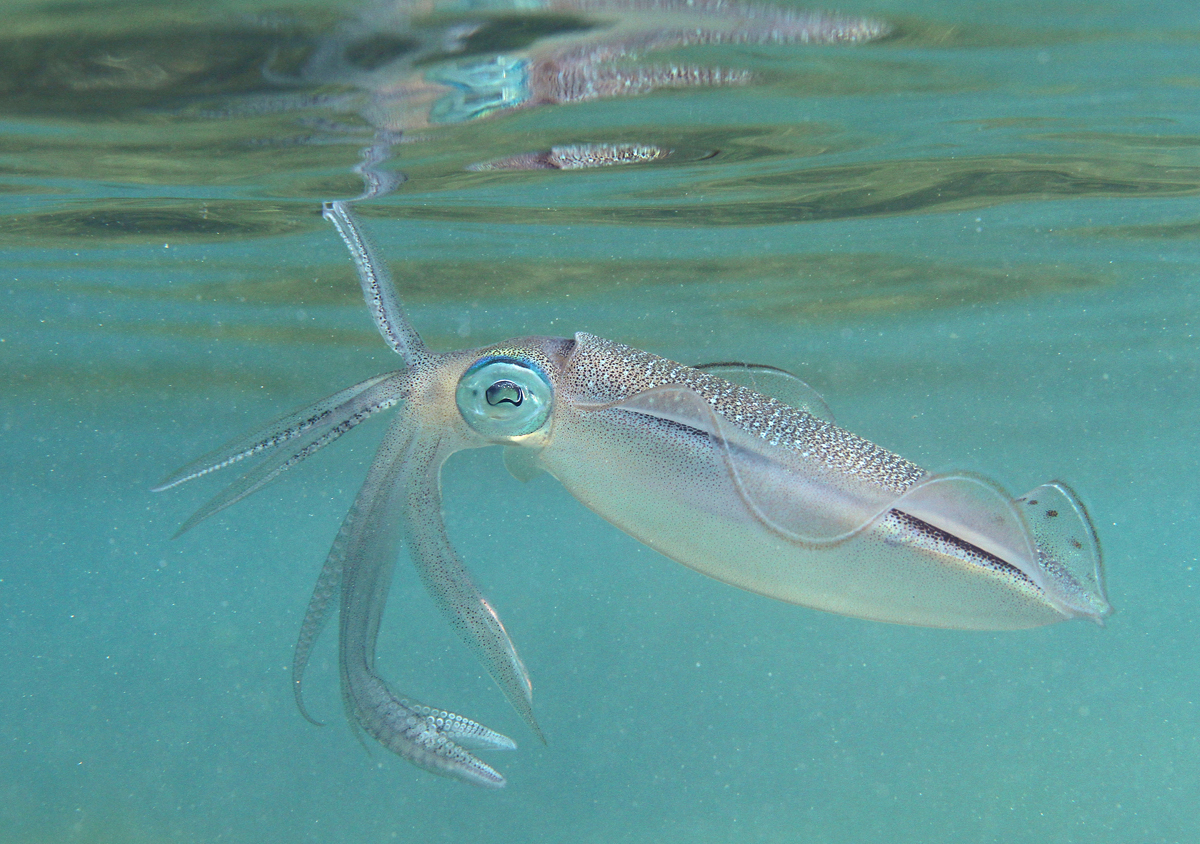
Sepioteuthis lessoniana è un calamaro tipico dell'Indo-Pacifico segnalato per la prima volta nelle acque del Mediterraneo nel 2002.

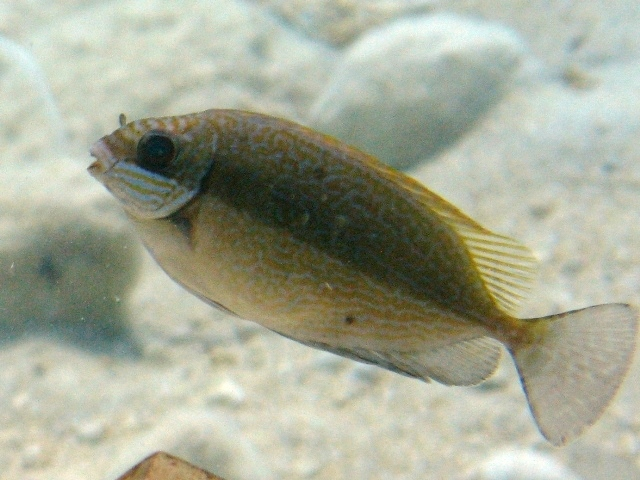
Un sigano (Siganus luridus), migrante lessepsiano molto comune nel mar Mediterraneo orientale

| Specie                          | Gruppo         | Famiglia         | Anno        | Note          |
| ------------------------------- | -------------- | ---------------- | ----------- | ------------- |
| Alepes djedaba                  | Actinopterygii | Carangidae       | 1927        | [ 1 ] [ 2 ]   |
| Alepes kleinii                  | Actinopterygii | Carangidae       | 1966        | [ 3 ]         |
| Alpheus edwardsii               | Crustacea      | Alpheidae        | 1926 [1924] | [ 4 ] [ 5 ]   |
| Alpheus inopinatus              | Crustacea      | Alpheidae        | 1958        | [ 4 ]         |
| Alpheus lobidens                | Crustacea      | Alpheidae        | 1936        | [ 4 ]         |
| Alpheus migrans                 | Crustacea      | Alpheidae        | 1978        | [ 4 ]         |
| Alpheus rapacida                | Crustacea      | Alpheidae        | 1964        | [ 4 ] [ 6 ]   |
| Amygdalum glaberrima            | Mollusca       | Mytilidae        |             | [ 7 ]         |
| Apogonichthyoides pharaonis     | Actinopterygii | Apogonidae       | 1947        | [ 1 ]         |
| Arcuatula arcuatula             | Mollusca       | Mytilidae        |             | [ 7 ]         |
| Asterina burtoni                | Echinodermata  | Asterinidae      | 1966        | [ 8 ]         |
| Atergatis roseus                | Crustacea      | Xanthidae        | 1964        | [ 4 ]         |
| Atherinomorus lacunosus         | Actinopterygii | Atherinidae      | 1902        | [ 9 ]         |
| Automate branchialis            | Crustacea      | Alpheidae        | 1958        | [ 4 ]         |
| Bregmaceros nectabanus          | Actinopterygii | Bregmacerotidae  | 2020        | [ 10 ]        |
| Caesio varilineata              | Actinopterygii | Caesionidae      | 2018        | [ 11 ]        |
| Callionymus filamentosus        | Actinopterygii | Callionymidae    | 1953        | [ 1 ]         |
| Carcharhinus brevipinna         | Chondrichthyes | Carcharhinidae   |             | [ 12 ]        |
| Carcharhinus melanopterus       | Chondrichthyes | Carcharhinidae   | 2005        | [ 13 ]        |
| Caulerpa racemosa               | Chlorophyta    | Caulerpaceae     | 1926        | [ 14 ]        |
| Ceratonereis mirabilis          | Annelida       | Nereididae       | 1969        | [ 15 ]        |
| Champsodon capensis             | Actinopterygii | Champsodontidae  | 2012        | [ 16 ]        |
| Champsodon nudivittis           | Actinopterygii | Champsodontidae  | 2008        | [ 17 ]        |
| Champsodon vorax                | Actinopterygii | Champsodontidae  | 2010        | [ 18 ]        |
| Chaetodon austriacus            | Actinopterygii | Chaetodontidae   | 2011        | [ 19 ]        |
| Chaetodon larvatus              | Actinopterygii | Chaetodontidae   | 2011        | [ 20 ]        |
| Charybdis helleri               | Crustacea      | Portunidae       | 1929        | [ 4 ]         |
| Charybdis longicollis           | Crustacea      | Portunidae       | 1961        | [ 4 ]         |
| Cheilodipterus novemstriatus    | Actinopterygii | Apogonidae       | 2010        | [ 21 ]        |
| Conus arenatus                  | Mollusca       | Conidae          |             | [ 7 ]         |
| Coralliophila monodonta         | Mollusca       | Muricidae        |             | [ 7 ]         |
| Coryogalops ochetica            | Actinopterygii | Gobiidae         | 1927        | [ 22 ]        |
| Crenidens crenidens             | Actinopterygii | Sparidae         | 1970        | [ 23 ]        |
| Cryptocentrus caeruleopunctatus | Actinopterygii | Gobiidae         | 2015        | [ 24 ]        |
| Cymothoa indica                 | Crustacea      | Cymothoidae      | 2009        | [ 25 ]        |
| Cynoglossus sinusarabici        | Actinopterygii | Cynoglossidae    | 1953        | [ 26 ]        |
| Cuapetes calmani                | Crustacea      | Palaemonidae     | 1927        | [ 4 ]         |
| Cucurbitula cymbium             | Mollusca       | Gastrochaenidae  |             | [ 7 ]         |
| Diodora ruppellii               | Mollusca       | Fissurellidae    |             | [ 7 ]         |
| Dussumieria elopsoides          | Actinopterygii | Dussumieriidae   | 1953        | [ 1 ]         |
| Epinephelus areolatus           | Actinopterygii | Serranidae       | 2016        | [ 27 ]        |
| Epinephelus chlorostigma        | Actinopterygii | Serranidae       | 2015        | [ 28 ]        |
| Epinephelus coioides            | Actinopterygii | Serranidae       | 1969        | [ 29 ]        |
| Epinephelus fasciatus           | Actinopterygii | Serranidae       | 2012        | [ 28 ]        |
| Epinephelus malabaricus         | Actinopterygii | Serranidae       | 1969        | [ 30 ]        |
| Etrumeus golanii                | Actinopterygii | Dussumieriidae   | 1963        | [ 31 ]        |
| Eucrate crenata                 | Crustacea      | Euryplacidae     | 1997        | [ 4 ] [ 32 ]  |
| Eurythoe complanata             | Annelida       | Amphinomidae     |             | [ 33 ]        |
| Eurythoe laevisetis             | Annelida       | Amphinomidae     |             | [ 33 ]        |
| Fenneropenaeus indica           | Crustacea      | Penaeidae        | 1981        | [ 4 ]         |
| Ferosagitta galerita            | Chaetognatha   | Sagittidae       | 2003        | [ 34 ]        |
| Fistularia commersonii          | Actinopterygii | Fistulariidae    | 2000        | [ 35 ]        |
| Fulvia fragilis                 | Mollusca       | Cardiidae        | 2005        | [ 36 ]        |
| Gafrarium pectinatum            | Mollusca       | Veneridae        |             | [ 7 ]         |
| Halophila stipulacea            | Magnoliophyta  | Hydrocharitaceae | 1894        | [ 37 ]        |
| Hemiramphus far                 | Actinopterygii | Hemiramphidae    | 1927        | [ 38 ]        |
| Heniochus intermedius           | Actinopterygii | Chaetodontidae   | 2003        | [ 39 ]        |
| Herklotsichthys punctatus       | Actinopterygii | Clupeidae        | 1943        | [ 40 ]        |
| Himantura uarnak                | Chondrichthyes | Dasyatidae       | 1955        | [ 41 ]        |
| Hippocampus fuscus              | Actinopterygii | Syngnathidae     | 2002        | [ 42 ]        |
| Istiophorus platypterus         | Actinopterygii | Istiophoridae    |             | [ 43 ]        |
| Hyastenus hilgendorfi           | Crustacea      | Majidae          | 1964        | [ 4 ]         |
| Hyporhamphus affinis            | Actinopterygii | Hemiramphidae    | 1964        | [ 44 ]        |
| Hypselodoris infucata           | Mollusca       | Chromodorididae  | 1973        | [ 45 ]        |
| Ixa monodi                      | Crustacea      | Leucosiidae      | 1958        | [ 4 ]         |
| Jaydia queketti                 | Actinopterygii | Apogonidae       | 2006        | [ 46 ]        |
| Jaydia smithi                   | Actinopterygii | Apogonidae       | 2007        | [ 47 ]        |
| Lagocephalus guentheri          | Actinopterygii | Tetraodontidae   | 2005        | [ 48 ]        |
| Lagocephalus sceleratus         | Actinopterygii | Tetraodontidae   | 2005        | [ 49 ]        |
| Lagocephalus spadiceus          | Actinopterygii | Tetraodontidae   | 1953        | [ 1 ]         |
| Lagocephalus suezensis          | Actinopterygii | Tetraodontidae   | 1977        | [ 50 ]        |
| Laternula anatina               | Mollusca       | Laternulidae     |             | [ 7 ]         |
| Leiognathus klunzingeri         | Actinopterygii | Leiognathidae    | 1931        | [ 1 ]         |
| Leonnates decipiens             | Annelida       | Nereididae       | 1967        | [ 51 ]        |
| Leonnates indicus               | Annelida       | Nereididae       | 1994        | [ 52 ]        |
| Leonnates persicus              | Annelida       | Nereididae       | 2002        | [ 53 ]        |
| Leptochela aculeocaudata        | Crustacea      | Pasiphaeidae     | 1936        | [ 4 ]         |
| Leptochela pugnax               | Crustacea      | Pasiphaeidae     | 1958        | [ 4 ]         |
| Leucosia sigmata                | Crustacea      | Leucosiidae      | 1990        | [ 4 ]         |
| Liza carinata                   | Actinopterygii | Mugilidae        | 1971        | [ 1 ]         |
| Lophioturris indica             | Mollusca       | Turridae         |             | [ 7 ]         |
| Lucifer hanseni                 | Crustacea      | Sergestidae      | 1927        | [ 4 ]         |
| Lutjanus argentimaculatus       | Actinopterygii | Lutjanidae       | 1979        | [ 54 ]        |
| Mactra olorina                  | Mollusca       | Mactridae        |             | [ 7 ]         |
| Marsupenaeus japonicus          | Crustacea      | Penaeidae        | 1926        | [ 4 ] [ 55 ]  |
| Matuta banksi                   | Crustacea      | Matutidae        | 1990        | [ 4 ]         |
| Metapenaeus monoceros           | Crustacea      | Penaeidae        | 1927        | [ 4 ]         |
| Metapenaeus stebbingi           | Crustacea      | Penaeidae        | 1927        | [ 4 ]         |
| Metapenaeopsis aegypti          | Crustacea      | Penaeidae        | 1990        | [ 56 ]        |
| Metapenaeopsis mogiensis        | Crustacea      | Penaeidae        | 1997        | [ 32 ]        |
| Modiolus auriculatus            | Mollusca       | Mytilidae        |             | [ 7 ]         |
| Muraenesox cinereus             | Actinopterygii | Muraenesocidae   | 1982        | [ 57 ]        |
| Murchisonella columna           | Mollusca       | Murchisonellidae | 1995        | [ 58 ]        |
| Myra fugax                      | Crustacea      | Leucosiidae      | 1930        | [ 4 ]         |
| Myra subgranulata               | Crustacea      | Leucosiidae      | 1930        | [ 59 ]        |
| Neanthes willeyi                | Annelida       | Nereididae       | 1924        | [ 60 ]        |
| Nemipterus japonicus            | Actinopterygii | Nemipteridae     | 2006        | [ 61 ]        |
| Nemipterus randalli             | Actinopterygii | Nemipteridae     | 2006        | [ 62 ]        |
| Nereis gilchristi               | Annelida       | Nereididae       | 1968        | [ 63 ]        |
| Nereis persica                  | Annelida       | Nereididae       | 1937        | [ 64 ]        |
| Notopus dorsipes                | Crustacea      | Raninidae        | 1964        | [ 4 ]         |
| Ogyrides mjoebergi              | Crustacea      | Ogyrididae       | 1958        | [ 4 ]         |
| Ostorhinchus fasciatus          | Actinopterygii | Apogonidae       | 2008        | [ 65 ]        |
| Oxyurichthys papuensis          | Actinopterygii | Gobiidae         | 1983        | [ 66 ]        |
| Palaemonella rotumana           | Crustacea      | Palaemonidae     | 1958        | [ 4 ]         |
| Pampus argenteus                | Actinopterygii | Stromateidae     | 1896        | [ 67 ]        |
| Panulirus ornatus               | Crustacea      | Palinuridae      | 1989        | [ 4 ] [ 68 ]  |
| Papilloculiceps longiceps       | Actinopterygii | Platycephalidae  | 1990        | [ 69 ]        |
| Parexocoetus mento              | Actinopterygii | Exocoetidae      | 1935        | [ 70 ]        |
| Parupeneus forsskali            | Actinopterygii | Mullidae         | 2000        | [ 71 ]        |
| Pelates quadrilineatus          | Actinopterygii | Terapontidae     | 1970        | [ 1 ]         |
| Pempheris vanicolensis          | Actinopterygii | Pempheridae      | 1979        | [ 1 ]         |
| Penaeus semisulcatus            | Crustacea      | Penaeidae        | 1928        | [ 4 ]         |
| Perinereis nuntia               | Annelida       | Nereididae       | 1924        | [ 72 ]        |
| Petroscirtes ancylodon          | Actinopterygii | Blenniidae       | 1989        | [ 73 ]        |
| Pilumnopeus vauquelini          | Crustacea      | Xanthidae        | 1927        | [ 4 ]         |
| Pilumnus hirsutus               | Crustacea      | Xanthidae        | 1936        | [ 4 ]         |
| Plagusia squamosa               | Crustacea      | Plagusiidae      | 1967        | [ 4 ]         |
| Platax teira                    | Actinopterygii | Ephippidae       | 2010        | [ 74 ]        |
| Platycephalus indicus           | Actinopterygii | Platycephalidae  | 1953        | [ 75 ]        |
| Platymaia wyvillethompsoni      | Crustacea      | Majidae          | 1967        | [ 4 ]         |
| Plectorhinchus gaterinus        | Actinopterygii | Haemulidae       | 2016        | [ 76 ]        |
| Plotosus lineatus               | Actinopterygii | Plotosidae       | 2001        | [ 77 ]        |
| Pomacanthus imperator           | Actinopterygii | Pomacanthidae    | 2010        | [ 74 ]        |
| Pomacanthus maculosus           | Actinopterygii | Pomacanthidae    | 2009        | [ 78 ]        |
| Pomadasys stridens              | Actinopterygii | Haemulidae       | 1969        | [ 79 ]        |
| Portunus pelagicus              | Crustacea      | Portunidae       | 1924        | [ 4 ]         |
| Potamides conicus               | Mollusca       | Potamididae      |             | [ 7 ]         |
| Processa aequimana              | Crustacea      | Processidae      | 1946        | [ 4 ]         |
| Pseudonereis anomala            | Annelida       | Nereididae       | 1937        | [ 80 ]        |
| Pteragogus trispilus            | Actinopterygii | Labridae         | 1992        | [ 81 ]        |
| Pterois miles                   | Actinopterygii | Scorpaenidae     | 1992        | [ 82 ]        |
| Rachycentron canadum            | Actinopterygii | Rachycentridae   | 1986        | [ 83 ]        |
| Rastrelliger kanagurta          | Actinopterygii | Scombridae       | 1970        | [ 84 ]        |
| Rhabdosargus haffara            | Actinopterygii | Sparidae         | 1992        | [ 85 ]        |
| Rhopilema nomadica              | Cnidaria       | Rhizostomatidae  | 1970        | [ 86 ]        |
| Rhynchoconger trewavasae        | Actinopterygii | Congridae        | 1993        | [ 87 ]        |
| Sardinella gibbosa              | Actinopterygii | Clupeidae        | 2008        | [ 88 ]        |
| Sargocentron rubrum             | Actinopterygii | Holocentridae    | 1947        | [ 1 ]         |
| Saurida undosquamis             | Actinopterygii | Synodontidae     | 1953        | [ 89 ]        |
| Scarus ghobban                  | Actinopterygii | Scaridae         | 1999        | [ 90 ]        |
| Scomberomorus commerson         | Actinopterygii | Scombridae       | 1935        | [ 91 ]        |
| Sepioteuthis lessoniana         | Mollusca       | Loliginidae      | 2002        | [ 92 ] [ 93 ] |
| Siganus luridus                 | Actinopterygii | Siganidae        | 1964        | [ 94 ]        |
| Siganus rivulatus               | Actinopterygii | Siganidae        | 1927        | [ 95 ]        |
| Silhouettea aegyptia            | Actinopterygii | Gobiidae         | 1991        | [ 96 ]        |
| Sillago sihama                  | Actinopterygii | Sillaginidae     | 1977        | [ 1 ]         |
| Smaragdia souverbiana           | Mollusca       | Neritidae        | 1994        | [ 97 ]        |
| Sorsogona prionota              | Actinopterygii | Platycephalidae  | 1947        | [ 98 ]        |
| Sphaerozius nitidus             | Crustacea      | Xanthidae        | 1972        | [ 4 ]         |
| Sphyraena chrysotaenia          | Actinopterygii | Sphyraenidae     | 1930        | [ 1 ]         |
| Sphyraena flavicauda            | Actinopterygii | Sphyraenidae     | 1992        | [ 99 ]        |
| Spratelloides delicatulus       | Actinopterygii | Clupeidae        | 1978        | [ 100 ]       |
| Stephanolepis diaspros          | Actinopterygii | Monacanthidae    | 1927        | [ 1 ]         |
| Synalpheus hululensis           | Crustacea      | Alpheidae        | 1964        | [ 4 ]         |
| Synanceia verrucosa             | Actinopterygii | Scorpaenidae     | 2010        | [ 101 ]       |
| Synchiropus sechellensis        | Actinopterygii | Callionymidae    | 2014        | [ 102 ]       |
| Terapon jarbua                  | Actinopterygii | Terapontidae     | 2010        | [ 103 ]       |
| Terapon puta                    | Actinopterygii | Terapontidae     | 1976        | [ 104 ]       |
| Tetrosomus gibbosus             | Actinopterygii | Ostraciidae      | 1988        | [ 105 ]       |
| Thalamita poissonii             | Crustacea      | Portunidae       | 1958        | [ 4 ]         |
| Trachurus indicus               | Actinopterygii | Carangidae       | 2009        | [ 106 ]       |
| Trachysalambria curvirostris    | Crustacea      | Penaeidae        | 1927        | [ 4 ]         |
| Trochus erithreus               | Mollusca       | Trochidae        |             | [ 7 ]         |
| Trypauchen vagina               | Actinopterygii | Gobiidae         | 2011        | [ 107 ]       |
| Tylerius spinosissimus          | Actinopterygii | Tetraodontidae   | 2005        | [ 108 ]       |
| Tylosurus choram                | Actinopterygii | Belonidae        | 1963        | [ 109 ]       |
| Upeneus moluccensis             | Actinopterygii | Mullidae         | 1947        | [ 1 ]         |
| Upeneus pori                    | Actinopterygii | Mullidae         | 1950        | [ 1 ]         |
| Upeneus tragula                 | Actinopterygii | Mullidae         | 2018        | [ 110 ]       |
| Vanderhorstia mertensi          | Actinopterygii | Gobiidae         | 2008        | [ 111 ]       |
| Vanitrochus holdsworthiana      | Mollusca       | Trochidae        |             | [ 7 ]         |
| Zafra savignyi                  | Mollusca       | Columbellidae    | 1954        | [ 7 ]         |
| Zebrasoma xanthurum             | Actinopterygii | Acanthuridae     | 2015        | [ 112 ]       |